# Valsalva-Versuch

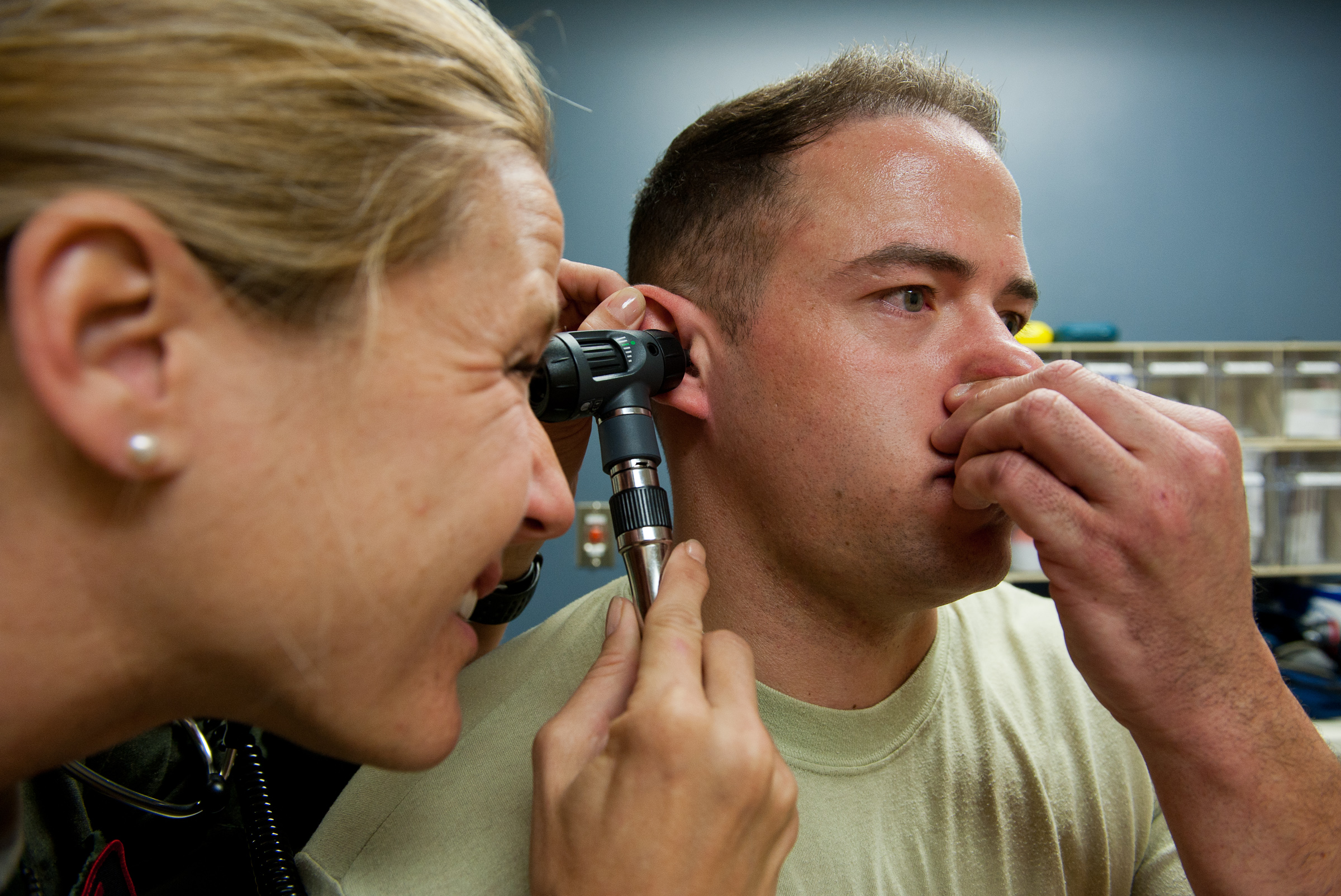
Das Valsalva-Manöver zur Untersuchung des Mittelohrs

Der Valsalva-Versuch, auch Valsalva-Pressdruck-Versuch, Valsalva-Manöver oder Valsalva-Methode (nach Antonio Maria Valsalva, 1666–1723), ist ein medizinisches Verfahren. Er wird beispielsweise zur Überprüfung des Barorezeptorenreflexes oder zur Belüftung des Mittelohrs und beim Untersuchen von Beinvenen mit Ultraschall angewandt. Außerdem wird er z. B. von Patienten durchgeführt, die unter Herzrasen leiden, um die Schlagzahl des Herzens wieder zu normalisieren.

## Ausführung
Der Proband versucht kräftig auszuatmen, während er sich für etwa zehn Sekunden die Nase zuhält und den Mund verschließt. Dabei spannt er die Atemmuskulatur und Bauchmuskulatur an. Dadurch wird der Luftdruck in den Luftwegen durch Verschließen der Atemwege und Anspannung der Atemmuskulatur (durch versuchtes Ausatmen) erhöht.
Anstatt die Nase und den Mund zuzuhalten, ist es auch möglich, gegen eine verschlossene Stimmritze (Glottis) auszuatmen oder wie bei der Artikulation plosiver Konsonanten durch die Zunge einen velopharyngealen Verschluss zu verursachen.
Bei der Untersuchung der Beweglichkeit des Trommelfells und zur Belüftung des Mittelohrs wird das Valsalva-Manöver in der Regel mit zugehaltener Nase bei (meist automatischer) Öffnung von Glottis und Velum durchgeführt. Alternativ kann eine Drucksteigerung auch dadurch erreicht werden, dass ein Luftballon mit dem Mund aufgeblasen wird. Der erhöhte Druck in dem elastischen Ballon überträgt sich dabei unmittelbar auf die Eustachi-Röhre und, nachdem diese sich geöffnet hat, auch auf das Mittelohr. Die Ballonmethode wird u. a. von Kinderärzten für Kinder mit Belüftungsstörungen des Mittelohrs und damit verbundenem Risiko von Mittelohrentzündungen empfohlen. Im Gegensatz zur Methode der zugehaltenen Nase kann es bei der Ballonmethode nicht zu einem gefährlichen Überdruck im gesamten Kopfbereich kommen.

## Anwendungen
- Zum Druckausgleich im Mittelohr: Über die Eustachi-Röhre kommt es beim Valsalva-Versuch zum Druckausgleich zwischen Nasen-Rachen-Raum und Mittelohr. Bei intaktem Trommelfell wölbt sich dieses dabei nach außen, was mittels eines Otoskops beobachtet werden kann. Angewendet wird er z. B. bei Flügen (siehe Druckkabine), Aufzugs- oder Seilbahn-Fahrten oder auch beim Tubenkatarrh und Paukenerguss. Taucher wenden ihn regelmäßig zur Anpassung des Mittelohrdrucks an den Wasserdruck an, um ein Barotrauma zu vermeiden.

- Bei der Untersuchung der Beinvenen: Der Valsalva-Versuch bewirkt bei den Beinvenen, dass sie sich erweitern und sich die Flussgeschwindigkeit des Bluts in den Venen verringert, bis der Blutfluss sistiert. Das kann man sowohl mit Farbdoppler als auch mit PW-Doppler darstellen. (Bei einer Veneninsuffizienz stoppt der Blutfluss nicht und ist retrograd.) Sobald der Versuch beendet ist, strömt Blut mit einer erhöhten Geschwindigkeit in das Gefäß. Bei einer Thrombose kann auch mit Hilfe des Valsalva-Versuchs kein Blutfluss induziert werden.[2]

- Zur Selbstbehandlung durch Patienten mit gelegentlichen Anfällen von Herzrasen, bei denen Ruhe-EKG, Echokardiographie und weitere diagnostische Maßnahmen unauffällig (ohne pathologischen Befund) bleiben: Der Druck im Thoraxraum erhöht sich dabei und bewirkt ein Erliegen oder deutlichen Rückgang des venösen Rückstroms in den rechten Vorhof. Das Schlagvolumen der rechten Herzkammer wird geringer. Durch den erhöhten Druck im gesamten Thorax geben jedoch die Lungenvenen mehr Blut in die linke Herzkammer, wodurch dort so lange ein erhöhtes Schlagvolumen abgegeben wird, bis der „Vorrat“ in den Lungenvenen verbraucht ist. Löst man die Situation nicht auf, so entsteht ein Kollaps.

- Bei der Auskultation bei hypertropher Kardiomyopathie (HCM): Bei einer hypertrophen Kardiomyopathie, die mit einer Verdickung vor allem der linken Herzkammer einhergeht, kann man bei der Auskultation des Herzens über dem Erb-Punkt ein systolisches Pressstrahlgeräusch hören, während der Patient das Valsalva-Manöver durchführt. Dies ist am ehesten damit zu erklären, dass es während des Pressversuchs zu einer Erhöhung der Druckunterschiede in der linken Herzkammer kommt, welche charakteristisch für die HCM ist. Der Blutfluss entlang der verengten Ausstrombahn in der linken Herzkammer bildet das Pressstrahlgeräusch. So kann der Valsalva-Pressversuch dazu dienen, ein systolisches Herzgeräusch anderer typischer Ursachen von einer hypertrophen Kardiomyopathie abzugrenzen.[3]